# Furacão Lorenzo (2019)
O Furacão Lorenzo, também conhecida como Tempestade Lorenzo no Reino Unido e Irlanda enquanto extratropical, foi um ciclone tropical do Atlântico de categoria 5 mais ao leste do oceano e mais próximo da Europa que jamais se tenha registado. Trata-se da duodécima tempestade nomeada, quinto furacão, terceiro furacão importante e segundo furacão de categoria 5 da Temporada de furacões no Atlântico de 2019. Lorenzo desenvolveu de uma onda tropical que nasceu na costa do oeste da África a 22 de setembro. Para 26 de setembro intensificou-se rapidamente a um furacão de categoria 4 para posteriormente debilitar devido ao ciclo de troca no olho. Depois de completar o ciclo, Lorenzo fortaleceu-se rápidamente, chegando a manter-se em categoria 5 em sua trajetória para o norte.

## História meteorológica

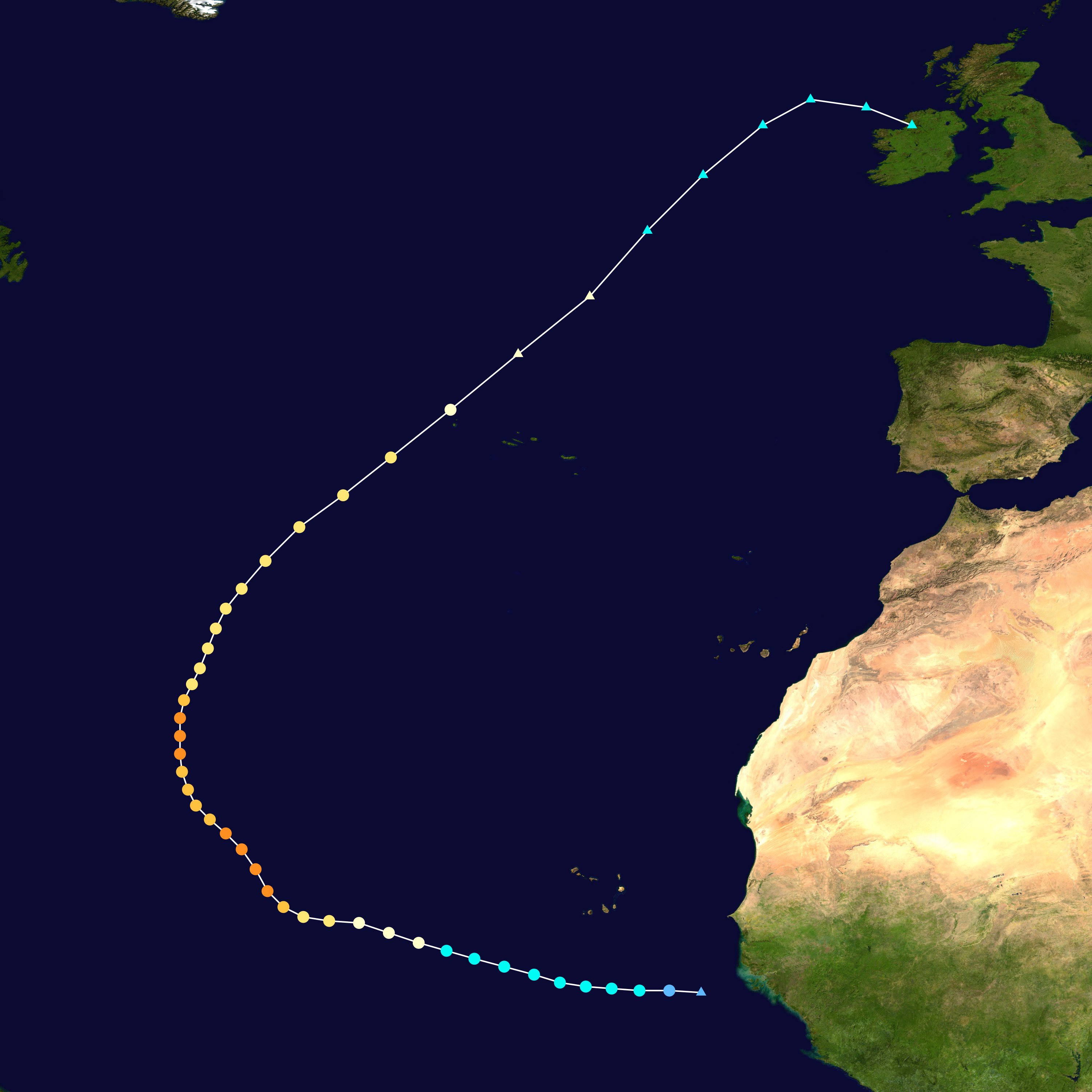
Trajetória pelo Furacão Lorenzo

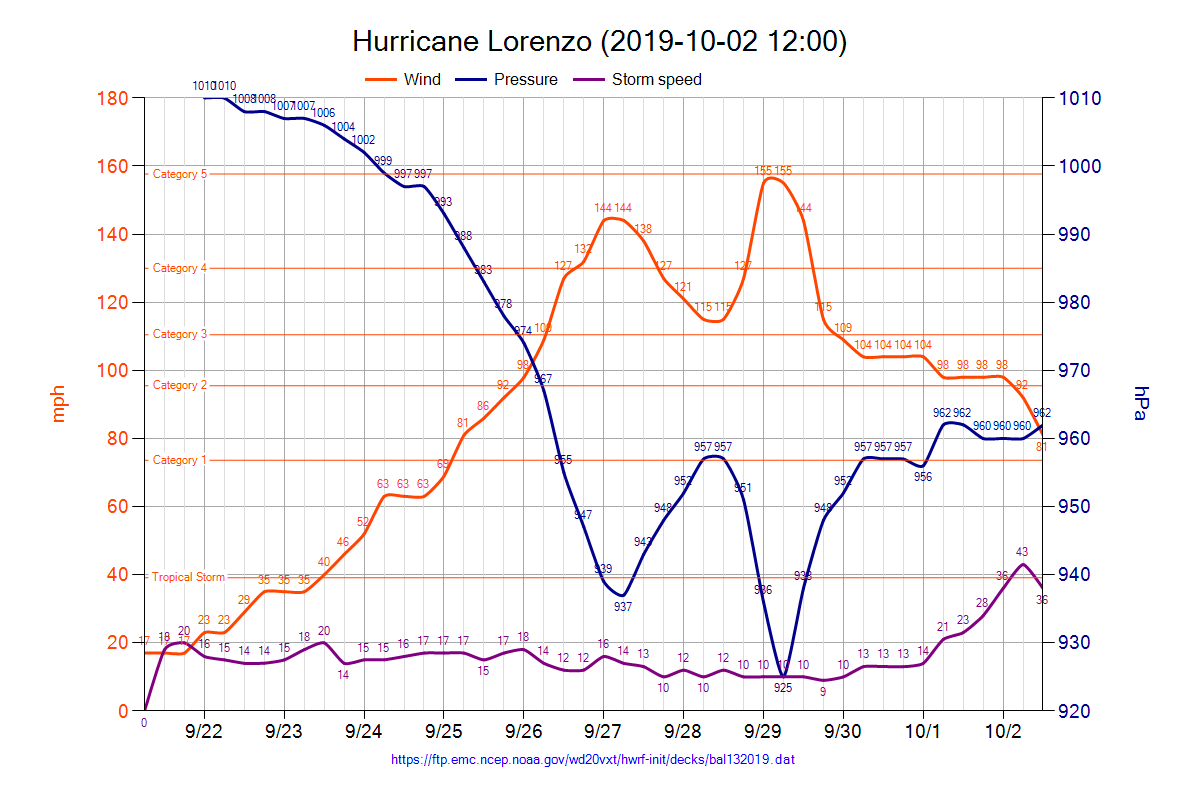

A 19 de setembro, o Centro Nacional de Furacões começou a controlar uma tempestade tropical ondulatória, o fenômeno tinha previsão de emergir da costa do oeste da África. A 22 de setembro, a onda tropical emergiu ao Oceano Atlântico. Baixo condições favoráveis, o sistema fortaleceu-se, e às 03:00 UTC do dia seguinte, o NHC iniciou os avisos por Depressão Tropical. Doze horas mais tarde, a depressão tropical fortalecia-se a uma tempestade tropical e foi nomeada Lorenzo sobre o Oceano Atlântico oriental. A 25 de setembro, ainda baixo condições favoráveis, a tempestade se converteu em furacão de categoria 1. Várias horas mais tarde, no mesmo dia, Lorenzo intensificou-se a categoria 2. Na manhã de 26 de setembro, a tempestade completou o ciclo de substituição e experimentou um período de intensificação extremamente rápida. Um aumento que sustentou ventos de 55 km/h em só seis horas causaram que Lorenzo conseguisse a categoria 4 às 15:00 UTC no mesmo dia. Ao chegar a este ponto, Lorenzo tinha-se convertido num dos furacões maiores e mais potentes oficialmente registados pelo centro de rastreamento, só comparável com o Furacão Gabrielle de 1989.

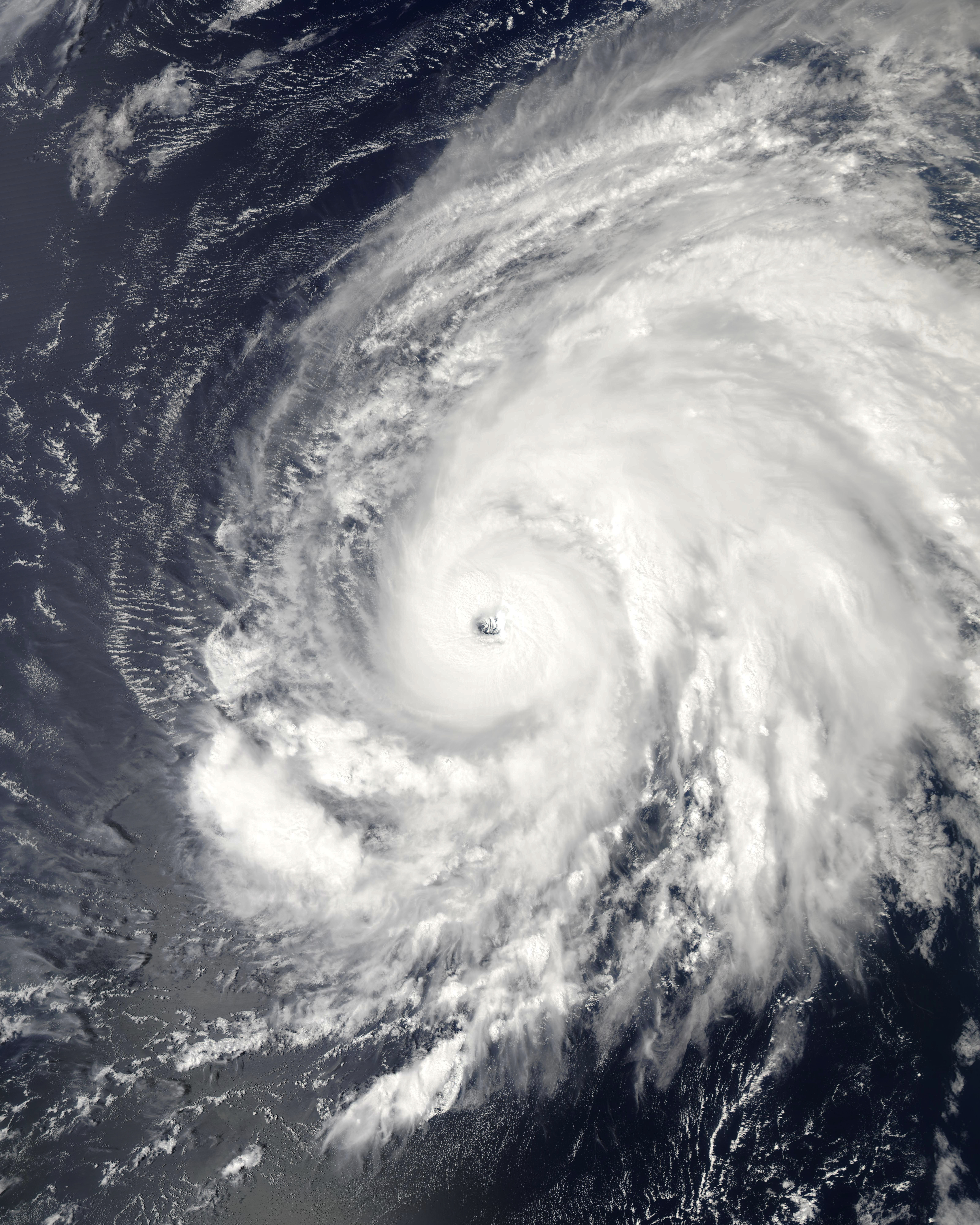
A tempestade Lorenzo perto do local de maxima itensidade em 26 de setembro

- As áreas com avisos de nível vermelho (extremo) são as ilhas mais ocidentais e centrais dos Açores, incluindo Flores, Corvo, Faial, Pico, São Jorge, Graciosa e Terceira.
- Os avisos de nível laranja (importante) incluem as duas ilhas mais orientais de Açores: São Miguel e Santa Maria.

## Preparações e impacto

### Bourbon Rhode
Em 27 de setembro, o navio francês Bourbon Rhode, com 14 tripulantes a bordo, lançou um aviso de emergência depois de navegar pela tempestade Lorenzo. Uma aeronave dos caçadores de furacões da NOAA foi desviado da tempestade para o local para assistir nas buscas pelo navio. Em 28 de setembro, foi confirmado que o navio tinha afundado. Três tripulantes foram salvos do barco salva vidas, mas os outros 11 continuam desaparecidos. Quatro dos tripulantes desaparecidos foram confirmados mortos desde 2 de outubro.

### Açores
Cedo em 30 de setembro, o Instituto Português do Mar e da Atmosfera (IPMA) emitiu um aviso de furacão para os Açores, o qual aumentou as alertas nesse mesmo dia pela tarde. Lorenzo foi visto como a tempestade mais forte a atingir as ilhas desde à 20 anos. As rajadas de 163 km/h foram observadas na ilha do Corvo, enquanto as rajadas no Faial e Flores chegaram aos 145 km/h. As ondas chegaram ao 15 m nas ilhas. 53 pessoas ficaram sem abrigo e foram realojados Em 3 de outubro, o governo dos Açores declararam a "situação de crise energética" nas Flores e Corvo, que ajudou a manter o fornecimento essencial de combustíveis nestas duas ilhas.

### Irlanda

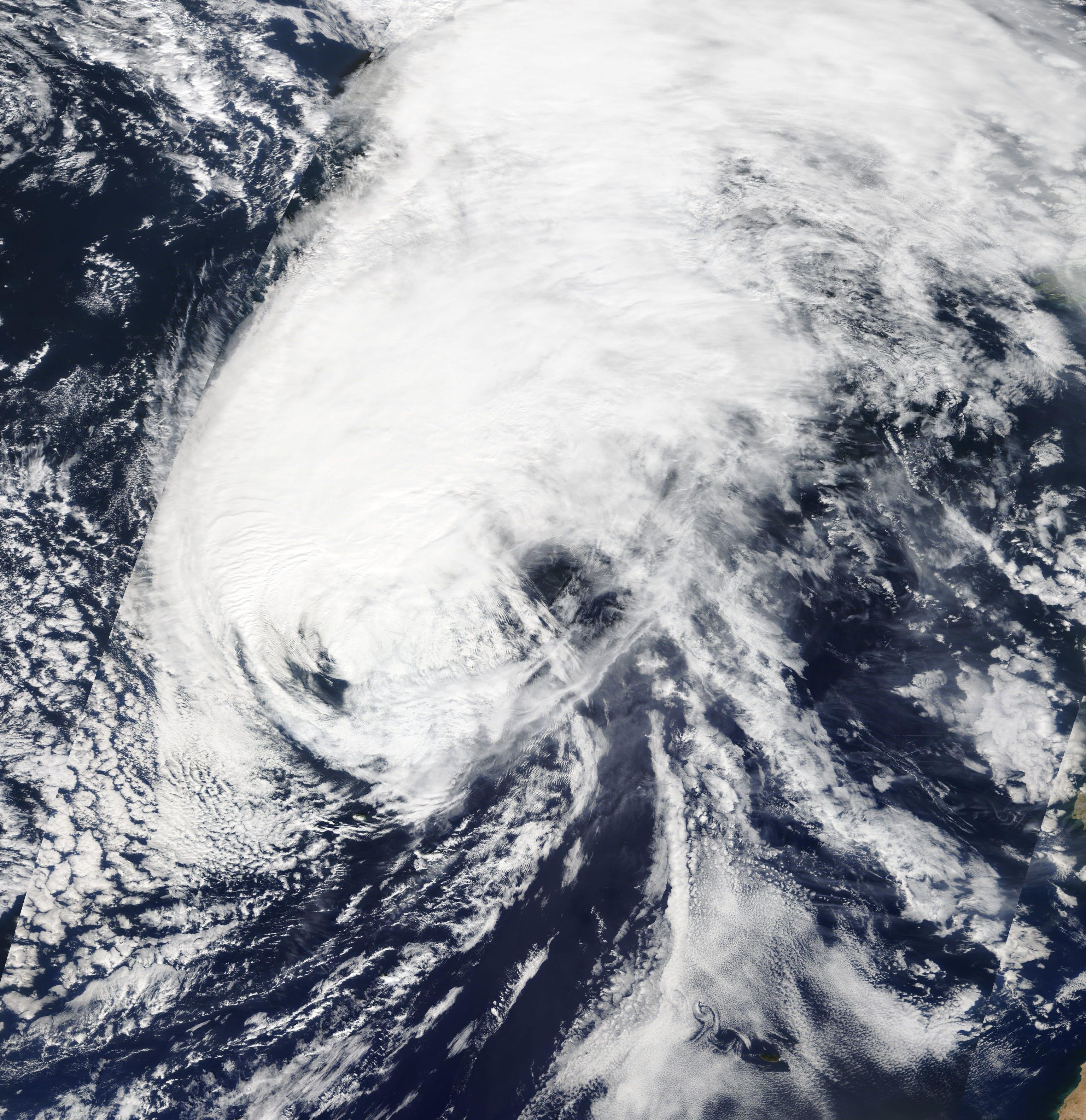
O furacão Lorenzo em 2 de outubro na aproximação às ilhas Britânicas

No início de 2 de outubro, o Serviço Meteorológico Irlandês Met Éireann emitiu um alerta de vento laranja para seis municípios do oeste, com ventos que esperam atingir velocidades médias de 65 a 80 km/h, com rajadas geralmente de 100 a 130 km/h, mais fortes nas regiões do litoral. O alerta laranja válido de quinta-feira 3 de outubro de 2019 18:00 GMT a sexta-feira 4 de outubro de 2019 03:00 GMT. No dia seguinte, o Met Éireann emitiu o aviso amarelo para todo o país, e um aviso amarelo para a precipitação em Connacht, Leinster, Cavan, Monaghan e Donegal.
Em 3 de outubro, os restos extratropicais de Lorenzo passaram sobre a boia M6, que está localizada a 400 km a oeste de Mace Head em Galway, registando a pressão de 969 hPa. A boia também observou ondas de 12.5 m perto do centro de Lorenzo.

### Reino Unido
Em 2 de outubro, o Met Office emitiu um alerta laranja para vento forte em partes da Irlanda do Norte, e Cornualha, Devon e partes do País de Gales. Apesar de Lorenzo se ter tornado extratropical antes de chegar, o sistema podia trazer ventos fortes e chuvas fortes ao país, e causar perturbações nos transportes e fornecimento de energia. Um homem de 58 anos morreu depois de ser atingido na queda de uma árvore em Stafford.

## Recordes
Em soma de ter sido o furacão de Categoria 5 mais a leste no Atlântico, Lorenzo mostrou que tinha o index de energia ciclônica acumulada (ECA) mais elevado de qualquer outro ciclone tropical do Atlântico a leste de 45°L. Em soma, Lorenzo passou mais dias como um ciclone maior a leste de 45°W que qualquer outro ciclone anterior registado, superando o Carrie da temporada de 1957.